# Farmacia galénica

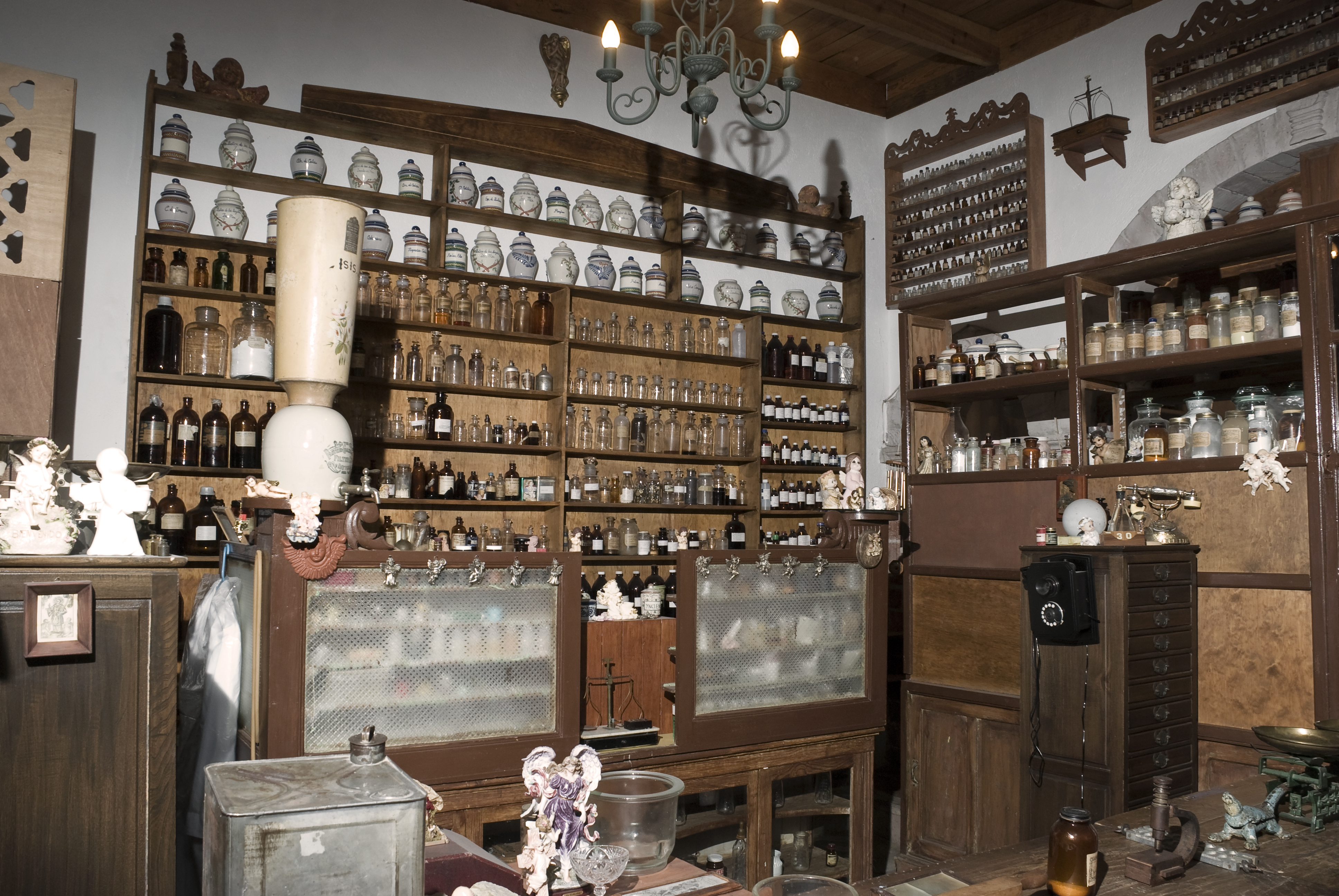
Farmacia galénica

La Farmacia Galénica es una de las ciencias farmacéuticas que se encarga de la transformación de medicamentos y principios activos en medicamentos de fácil administración y que proporcionen una adecuada respuesta terapéutica. Se centra en el medicamento en sí mismo. Para conseguir sus objetivos la Farmacia Galénica ha de conocer las propiedades físicas y químicas de los principios activos, y las condiciones biológicas que permitan un máximo aprovechamiento terapéutico. Se dice que la Farmacia Galénica (Pharmaceutics en inglés) es la ciencia que se dedica al diseño de las formas farmacéuticas o formas de dosificación.
Actualmente, las dos grandes disciplinas de la Farmacia Galénica son:
- Tecnología Farmacéutica (o Farmacotecnia),
- Biofarmacia y Farmacocinética.

La Tecnología Farmacéutica trata de la elaboración y preparación de los distintos medicamentos y básicamente comprende dos grandes temáticas:
- Las Operaciones Básicas Farmacéuticas que versan sobre las manipulaciones de los procesos para conseguir que un principio activo se incluya en una forma de dosificación. Por ejemplo, la liofilización, la pulverización, la mezcla y la compresión para obtener un comprimido.

- Los Sistemas Farmacéuticos que son los productos intermedios obtenidos durante la fabricación de una forma de dosificación. Por ejemplo, los sólidos pulvurulentos, las suspensiones, las emulsiones.

Para obtener formas de dosificación o formas farmacéuticas útiles en terapéutica, la Farmacia Galénica ha de considerar el tema de la biodisponibilidad y por tanto los aspectos biofarmacéuticos y farmacocinéticos (tanto experimentales como clínicos).
Dado la complejidad de los nuevos medicamentos de origen biotecnológicos, la Tecnología Farmacéutica ha resurgido como una disciplina muy interesante ya que las formas de dosificación condicionan fuertemente el posible valor terapéutico de estos medicamentos.
La especialización en Farmacia Galénica en España se puede alcanzar como estudios de máster o bien de doctorado en departamentos de Farmacia y Tecnología Farmacéutica o bien, recientemente, a través de la especialización (vía FIR, exclusiva para licenciados en Farmacia) en Farmacia Galénica e Industrial de dos años de duración previo examen selectivo nacional para elegir centro.
La Farmacia Galénica entronca con la Ingeniería Química a través de la Tecnología Farmacéutica y con la Farmacología a través de la Biofarmacia y Farmacocinética.